# Platthornsmyggor
Platthornsmyggor (Keroplatidae) är en familj av tvåvingar. Platthornsmyggor ingår i ordningen tvåvingar, klassen egentliga insekter, fylumet leddjur och riket djur. Enligt Catalogue of Life omfattar familjen Keroplatidae 945 arter. 

## Bildgalleri

## Dottertaxa till platthornsmyggor, i alfabetisk ordning[1][2]
- Angazidzia
- Antlemon
- Antriadophila
- Arachnocampa
- Asindulum
- Asynaphleba
- Bisubcosta
- Bolitophila
- Burmacrocera
- Cerotelion
- Chetoneura
- Chiasmoneura
- Chiasmoneurella
- Cloeophoromyia
- Ctenoceridion
- Dimorphelia
- Dolichodactyla
- Euceroplatus
- Hesperodes
- Heteropterna
- Hikanoptilon
- Isoneuromyia
- Keroplatus
- Langkawiana
- Lapyruta
- Laurypta
- Lutarpya
- Lutarpyella
- Lyprauta
- Maborfelia
- Macrocera
- Macrorrhyncha
- Mallochinus
- Manota
- Micrapemon
- Micrepimera
- Micromacrocera
- Monocentrota
- Mycetophila
- Nauarchia
- Neoantlemon
- Neoceroplatus
- Neoditomyia
- Neoplatyura
- Nicholsonomyia
- Orfelia
- Paleoplatyura
- Paracerotelion
- Paramacrocera
- Placoceratias
- Planarivora
- Platyceridion
- Platyroptilon
- Platyura
- Plautyra
- Proceroplatus
- Pseudoplatyura
- Pyratula
- Pyrtaula
- Pyrtulina
- Ralytupa
- Rhynchoplatyura
- Rhynchorfelia
- Robsonomyia
- Rocetelion
- Rofelia
- Rutylapa
- Rypatula
- Schizocyttara
- Sciarokeroplatus
- Setostylus
- Srilankana
- Tamborinea
- Taulyrpa
- Tergostylus
- Tolletia
- Trigemma
- Truplaya
- Tylparua
- Urytalpa
- Vockerothia
- Xenokeroplatus
- Xenoplatyura